# China en de Europese Unie
De relaties tussen China en de Europese Unie zijn de bilaterale relaties tussen de Europese Unie (EU) en de Volksrepubliek China.
Deze betrekkingen werden geopend in 1975 door de Chinese volksrepubliek en de toenmalige Europese Economische Gemeenschap. Volgens de Europese dienst voor extern optreden streefden beide partijen naar “samenwerking op het gebied van vrede, welvaart, duurzame ontwikkeling en uitwisselingen van personen”. De aanpak van de EU ten aanzien van China werd uiteengezet in een strategie die in 2016 werd aangenomen en in maart 2019 werd bijgewerkt in een gezamenlijke mededeling van de Europese Commissie en de Hoge vertegenwoordiger. De waaier van uitdagingen en kansen die China biedt, is in de loop der tijd veranderd. Voor de EU is China tegelijkertijd (op verschillende beleidsterreinen) een samenwerkingspartner, een onderhandelingspartner, een economische concurrent en een systeemrivaal. De EU streeft naar een realistische, effectieve en coherente relatie met China, gebaseerd op onze waarden en belangen.
De EU is China’s grootste handelspartner, en China is na de Verenigde Staten de tweede grootste handelspartners van de EU. De EU importeert uit China vooral industriële en consumentengoederen, machines en apparatuur, schoeisel en kleding. De belangrijkste exportproducten van de EU naar China zijn machines en apparatuur, motorvoertuigen, vliegtuigen en chemicaliën. De handel tussen de EU en China in diensten bedraagt meer dan 10% van de totale handel in goederen, en de export van diensten van de EU bedraagt 19% van de totale export van goederen van de EU.
In 2019 bedroeg de handel in goederen 1,5 miljard euro per dag, met een totale export van de EU naar China van 198 miljard euro, en een import van 362 miljard euro. In 2018 werden voor 46 miljard euro diensten geëxporteerd, en voor 30 miljard diensten geïmporteerd uit China.
Toch heeft de EU een wapenembargo en talrijke antidumpingmaatregelen tegen China ingesteld.
In de Strategische Agenda voor samenwerking EU-China 2020 uit 2013 bevestigde de EU opnieuw dat zij de soevereiniteit en territoriale integriteit van China respecteert, terwijl de Volksrepubliek China opnieuw zijn steun aan de integratie van de EU bevestigde. Voorts wordt een aantal terreinen van samenwerking aangegeven.
Elk jaar wordt er een EU-China-top gehouden om politieke en economische betrekkingen en mondiale en regionale kwesties te bespreken. Op 22 juni 2020 werd de 22 top gehouden, ditmaal via videoconferentie vanwege de coronapandemie.

## EU-China handelsverdrag
De handel tussen de Europese Unie en China wordt geregeld in een handels- en samenwerkingsverdrag uit 1985, het EU-China Trade and Cooperation Agreement. Sinds 2007 zijn onderhandelingen gaande om dit op te waarderen naar een nieuwe associatieovereenkomst van de Europese Unie. Er zijn al 24 sectorale dialogen en overeenkomsten gaande, van milieubescherming tot onderwijs.

## EU-China investeringsverdrag
Sedert 2014 onderhandelt de EU met China een investeringsverdrag, het EU-China Comprehensive Agreement on Investment (CAI). Dit zou voor Europese bedrijven nieuwe kansen bieden op de snel groeiende Chinese markt. Die is echter moeilijk doordringbaar, vanwege een gebrek aan transparantie in de regelgeving en de staatssteun van China aan eigen bedrijven. In december 2020 kwam een finaal akkoord in zicht, maar daartegen rees verzet, vanuit bezorgdheden om de arbeidsrechten en om geopolitieke motieven. Op 30 december 2020 werd een princiepsakkoord bereikt, tot ongenoegen aan Amerikaanse zijde. Het akkoord moest nog goedgekeurd worden in het Europees Parlement, maar daar bleek voorjaar 2021 niet langer een meerderheid voor te vinden, en de Commissie staakte haar inspanningen om het verdrag goedgekeurd te krijgen.